# Robert Goupil (acteur)
Pour les articles homonymes, voir Goupil.
Robert Goupil né à Dizy-Magenta dans la Marne le 30 janvier 1896 et mort au sanatorium de Passy en Haute-Savoie le 9 octobre 1938, est un chansonnier et un acteur français.

## Filmographie partielle
- 1931 : L'Affaire de la clinique Ossola de René Jayet
- 1931 : Ma tante d'Honfleur de André Gillois
- 1931 : Je serai seule après minuit, de Jacques de Baroncelli
- 1931 : Gagne ta vie, d'André Berthomieu
- 1932 : Un homme sans nom, de Gustav Ucicky et Roger Le Bon
- 1932 : Histoires de rire de Jean Boyer (court métrage) dans le sketch : Neiges Canadiennes et dans le sketch : Gratte Ciel : rôles : un fou / un clochard
- 1932 : Nicole et sa vertu de René Hervil : Lafillette
- 1932 : La Belle Aventure (Das Schöne Abenteuer), de Reinhold Schünzel
- 1932 : Quick, de Robert Siodmak
- 1932 : L'Enfant du miracle, de D.B. Maurice
- 1933 : Toto de Jacques Tourneur
- 1934 : On a volé un homme de Max Ophüls
- 1931 : N'aimer que toi d'André Berthomieu
- 1934 : Chourinette d'André Hugon
- 1934 : La Cinquième Empreinte de Karl Anton
- 1935 : Le Contrôleur des wagons-lits (Der Schlafwagenkontrolleur), de Richard Eichberg
- 1935 : Le Billet de mille, de Marc Didier
- 1935 : Le Gros Lot de Cornembuis d'André Hugon (court métrage) : Cornembuis
- 1935 : Vaccin 48 de Andrew Brunelle - Amédée le cambrioleur
- 1936 : Les Amants terribles, de Marc Allégret
- 1936 : La Terre qui meurt, de Jean Vallée